# Майер, Хорст
Хорст Майер (нем. Horst Meyer; 20 июня 1941, Гамбург — 24 января 2020, Лансароте, Канарские острова) — западногерманский гребец, выступавший за сборную Германии по академической гребле в 1960-х годах. Чемпион летних Олимпийских игр в Мехико, серебряный призёр Олимпийских игр в Токио, двукратный чемпион мира, четырёхкратный чемпион Европы, победитель Королевской регаты Хенли.

## Биография
Хорст Майер родился 20 июня 1941 года в Гамбурге.
Занимался академической греблей в Ратцебурге в местном гребном клубе «Рацбургер».
Первого серьёзного успеха на взрослом международном уровне добился в сезоне 1962 года, когда вошёл в основной состав Объединённой германской команды и побывал на чемпионате мира в Люцерне, откуда привёз награду золотого достоинства, выигранную в восьмёрках.
В 1963 году представлял ФРГ на чемпионате Европы в Копенгагене, где в восьмёрках также обошёл всех своих соперников и получил золото.
В 1964 году в восьмёрках одержал победу на европейском первенстве в Амстердаме. Благодаря череде удачных выступлений удостоился права защищать честь страны на летних Олимпийских играх в Токио — здесь в финале пришёл к финишу вторым, уступив только команде из Соединённых Штатов, и тем самым завоевал серебряную олимпийскую медаль. За это выдающееся достижение по итогам сезона был награждён Серебряным лавровым листом, высшей спортивной наградой Германии.
После токийской Олимпиады Майер остался в составе гребной команды Германии на ещё один олимпийский цикл и продолжил принимать участие в крупнейших международных регатах. Так, в 1965 году в восьмёрках он победил на чемпионате Европы в Дуйсбурге, отметился победой на Королевской регате Хенли.
В 1966 году был лучшим в восьмёрках на чемпионате мира в Бледе.
В 1967 году добавил в послужной список золотую медаль, полученную на европейском первенстве в Виши — тем самым стал четырёхкратным чемпионом Европы по академической гребле.
Находясь в числе лидеров немецкой национальной сборной, благополучно прошёл отбор на Олимпийские игры 1968 года в Мехико — на сей раз вместе со своими партнёрами в восьмёрках превзошёл всех оппонентов и заслужил звание олимпийского чемпиона.
Завершив спортивную карьеру, получил высшее образование в области делового администрирования и затем работал в консалтинговой компании. Несколько раз избирался членом Национального олимпийского комитета Германии, в 2008 году участвовал в выборах на пост председателя на пост Немецкой гребной ассоциации, но проиграл Зигфриду Кайделю. Занимался общественной деятельностью, получил известность как активист в борьбе за мир против ядерного оружия.